# Corbarelli

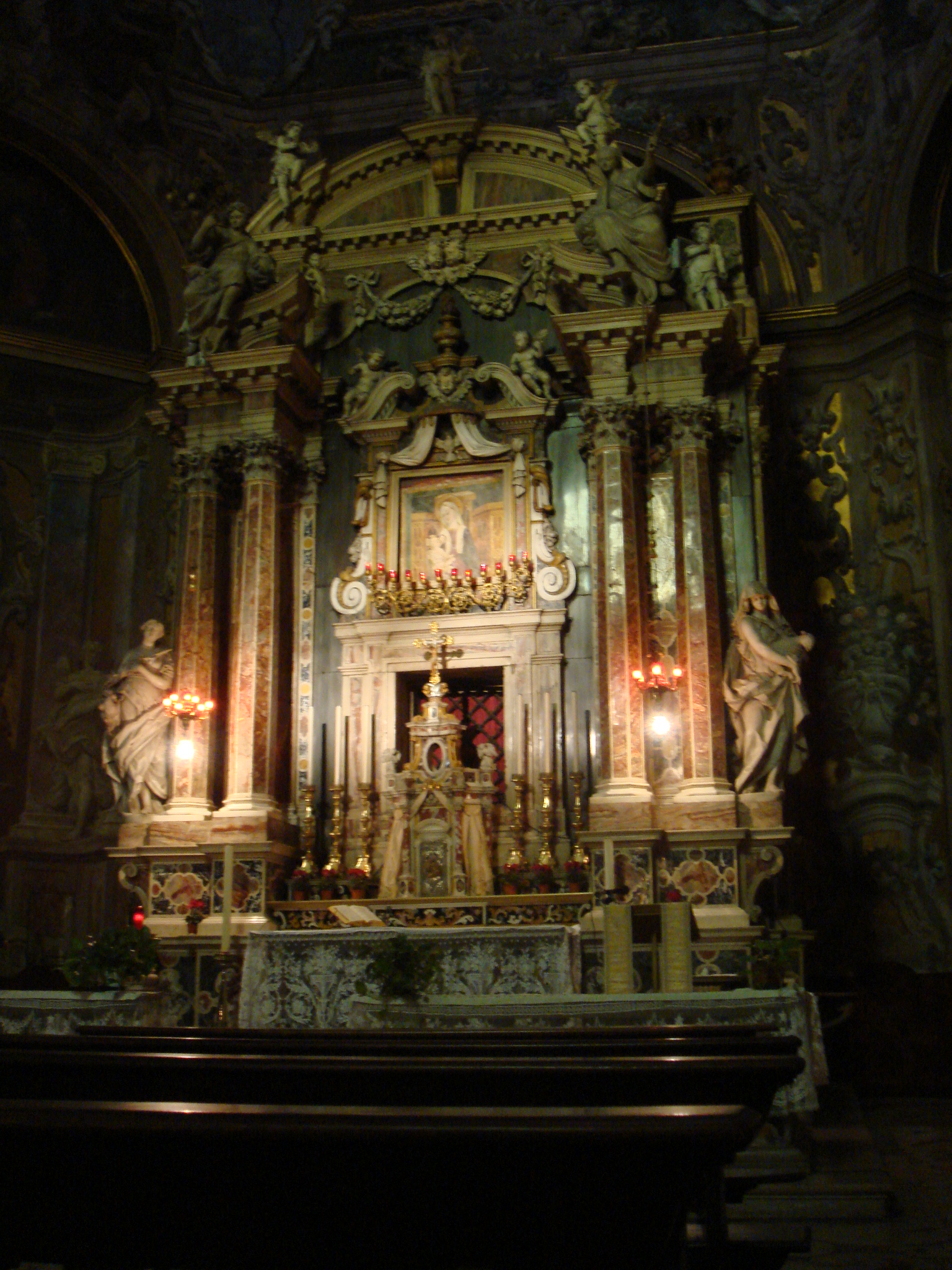
Altare maggiore della chiesa di Santa Maria della Carità a Brescia.

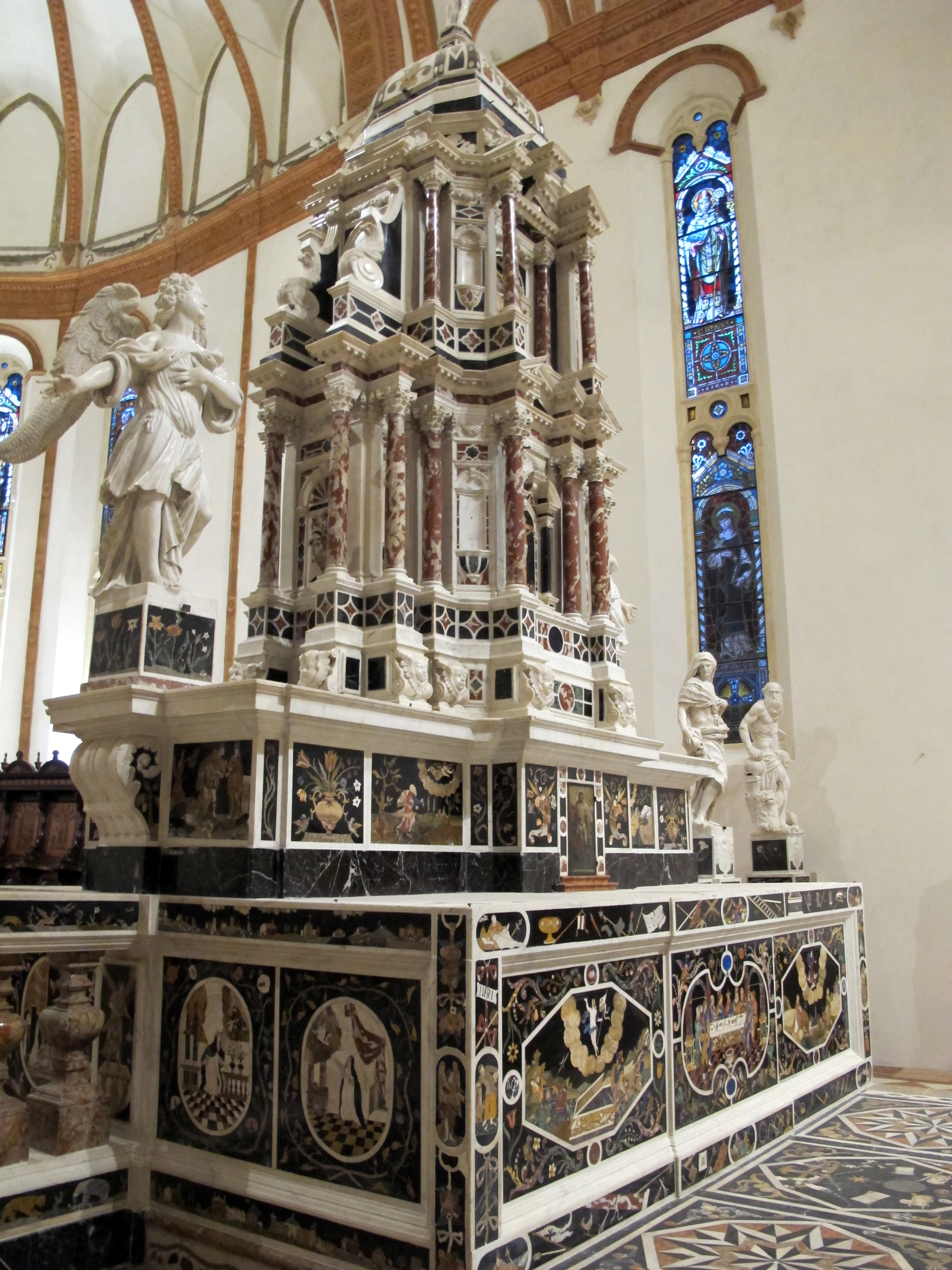
Vicenza, altare della chiesa di Santa Corona

I Corbarelli sono stati un'importante famiglia fiorentina di intarsiatori di pietre dure che operò a Brescia, Padova, Vicenza, Modena e nel mantovano nel XVII e XVIII secolo e che introdusse l'arte del "commesso alla fiorentina" con intarsio a carattere naturalistico nell'architettura sacra (decorazione di altari).
Sono noti alla storiografia i membri della famiglia: Francesco e il figlio Domenico. Risultano aver operato anche: Pietro Paolo, Benedetto, Antonio e Gianbattista.
Hanno lasciato nelle loro opere una sorta di "marchio di bottega", un limone tagliato a metà.

## Componenti illustri
- Pietro Paolo Corbarelli (1589-1649)
- Antonio Corbarelli, figlio del precedente
- Simone Corbarelli, figlio di Pietro Paolo
- Benedetto Corbarelli (?-1680 circa), figlio di Pietro Paolo
- Francesco Corbarelli (?-1718), figlio di Pietro Paolo
- Domenico Corbarelli (1656-1732)
- Antonio Corbarelli (?-1735)